# میشل گرین
 میشل گرین (انگلیسی: Michele Greene؛ زادهٔ ۳ فوریهٔ ۱۹۶۲) یک هنرپیشه اهل ایالات متحده آمریکا است. وی از سال ۱۹۷۹ میلادی تاکنون مشغول فعالیت بوده‌است.